# Wladimir Guettée

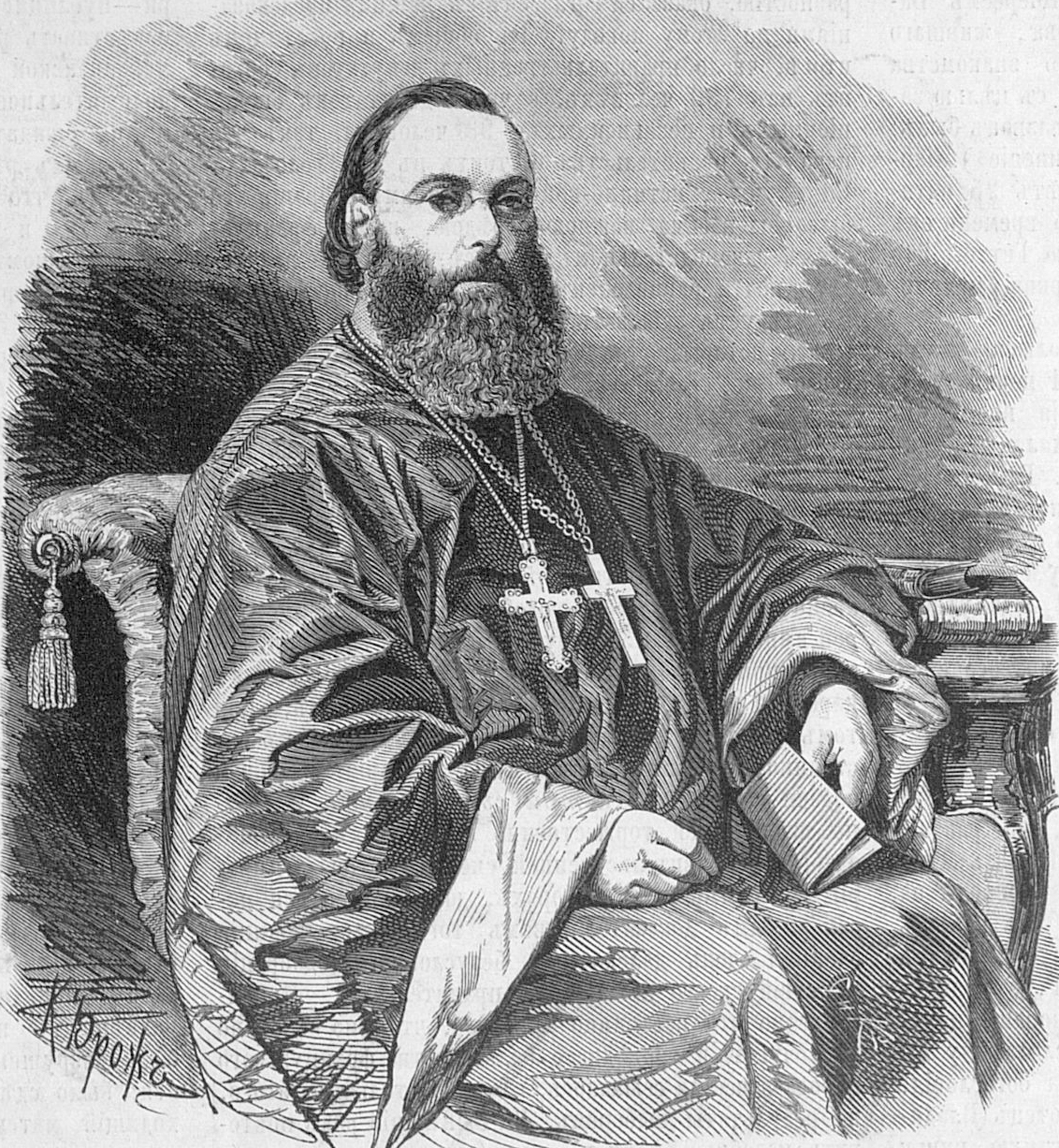
Wladimir Guettée (1869)

Wladimir Guettée (eigentlich René-François Guettée; geb. 1. Dezember 1816 in Blois, gest. 22. März 1892 in Luxemburg) war ein französischer Geistlicher und Kirchenhistoriker.
Guettée war römisch-katholischer Priester, er veröffentlichte eine Histoire de l’Église de France (12 Bände, Paris 1847–1856), wurde dann des Jansenismus bezichtigt und musste 1856 sein Amt aufgeben. Im Jahr 1862 konvertierte er zur Russisch-Orthodoxen Kirche, deren Lehre er in seiner Zeitschrift Union chrétienne vorstellte und verteidigte. Zu seinen Veröffentlichungen zählen eine auf teilweise unveröffentlichten authentischen Dokumenten erstellte Histoire des Jésuites (I–III, 1858–1861) und Souvenirs d’un prêtre romain devenu prêtre orthodoxe (1890). Zwei seiner Werke wurden durch die Glaubenskongregation auf den römischen Index gesetzt: Histoire de l’Église de France (indiziert 1855) und La papauté schismatique (indiziert 1863).
Er wurde auf dem Cimetière des Batignolles im Nordosten des 17. Arrondissements von Paris begraben.

## Veröffentlichungen
- Histoire de l’Église de France, composée sur les documents originaux et authentiques, par l’abbé Guettée. Paris, V. Masson (J. Renouard etc.), 1847–1856. 12 Bände
- Histoire de l’Église, depuis la naissance de N. - S. Jésus-Christ jusqu’à nos jours, composée sur les documents originaux et authentiques, par Wladimir Guettée, 7 volumes, parus Paris, Cherbuliez, Sandoz et Fischbacher (1869).
- La Papauté schismatique, ou Rome dans ses rapports avec l’Église orientale (Orthodoxe), par M. l’abbé Guettée. Paris, librairie de l’Union chrétienne, 1863.
- La Papauté hérétique, exposé des hérésies, erreurs et innovations de l’Église romaine depuis la séparation de l’Église catholique au s-IXe, par Wladimir Guettée. Paris, Sandoz et Fischbacher, 1874.
- La Papauté moderne condamnée par Saint Grégoire-le-Grand, extraits des ouvrages de Saint Grégoire-le-Grand traduits et commentés par l’abbé Guettée. Paris, Dentu, 1861.
- Histoire des Jésuites, composée sur les documents authentiques en partie inédits, par l’abbé Guettée. Paris, Huet, 1858–1859. 3 Bände 2e édition – Paris, A. Sagnier, 1872.
- Jansénisme et jésuitisme ou Examen des accusations de jansénisme soulevées par M. Lequeux… contre M. l’abbé Guettée…, Paris, Huet, 1857.
- Souvenirs d’un prêtre romain devenu orthodoxe, Paris, Fischbacher, 1889
- Vie de Henri Arnauld, évêque d’Angers par Jérome Besoigne…; nouvelle édition, accompagnée d’une introduction par M. l’abbé Guettée, Angers, J. Lemesle, 1863
- Mémoires pour servir à l’histoire de l’Église de France pendant le s-XIXe, Paris, Fischbacher, 1881